# Atherix aurichalcea
Atherix aurichalcea är en tvåvingeart som beskrevs av Becker 1921. Atherix aurichalcea ingår i släktet Atherix och familjen bäckflugor. Inga underarter finns listade i Catalogue of Life.